# Adlivun
Adlivun, également connu sous le nom d'Idliragijenget, désigne dans la mythologie inuite les esprits des défunts qui résident dans le monde souterrain et par extension le monde souterrain lui-même, situé sous la terre et la mer. C'est le domaine de la déesse Sedna qui y règne en maître.

## Étymologie
Adlivun signifie "ceux qui vivent en dessous de nous" , de at ~ al qui signifie en dessous, -lirn qui indique une certaine direction, et -vun possessif de la première personne du pluriel.

## Mythologie
Adlivun est le premier monde où sont envoyés les défunts après leur mort. Sedna est la maîtresse de ce monde et on dit qu'elle emprisonne les âmes des vivants en préparation de la prochaine étape de leur voyage.
Lorsqu'un Inuk meurt, il est enveloppé dans une peau de caribou et enterré. Les corps des personnes âgées ont les pieds pointés vers l'ouest ou le sud-ouest, ceux des enfants vers l'est ou le sud-est et ceux des jeunes adultes vers le sud. Trois jours de deuil suivent, les proches restant dans la hutte du défunt, les narines bouchées par un morceau de peau de caribou. Au bout de trois jours, les personnes en deuil font rituellement trois fois le tour de la tombe, promettant de la venaison à l'esprit, venaison qui est ensuite apportée lors de la visite de la tombe.
Les psychopompes Pinga et Anguta amènent les âmes des défunts à Adlivun, où elles doivent rester un an avant de partir. Les âmes y sont purifiées, en préparation du voyage vers le Pays de la Lune (Quidlivun ou Qudlivun, les plus élevés),, où elles trouvent le repos avant réincarnation.
Dans certaines variantes, les âmes sont directement envoyées à Qudlivun et seules les mauvaises âmes passent par Adlivun.
Sedna, Qailertetang, Torngasoak, les tornat (esprits des animaux et des formations naturelles) et les tupilak (âmes des morts) vivent à Adlivun, généralement décrit comme un désert gelé.

## Évocation moderne

### Astronomie
Adlivun Cavus (en), sur Pluton, lui doit son nom.